# 杰尔姆·乔丹
杰尔姆·阿道弗斯·乔丹（英語：Jerome Adalphus Jordan，1986年9月29日—），牙买加职业篮球运动员。他在2010年的NBA选秀中第2轮第44顺位被密尔沃基雄鹿选中。